# Сплаттстоссер
Льодовик Сплаттстоссер (англ. Splettstoesser Glacier) — широкий льодовик у Західні Антарктиді, в землі Елсворта у гірському хребті Герітедж в горах Елсворта. Права притока льодовика Міннесота.

## Географія

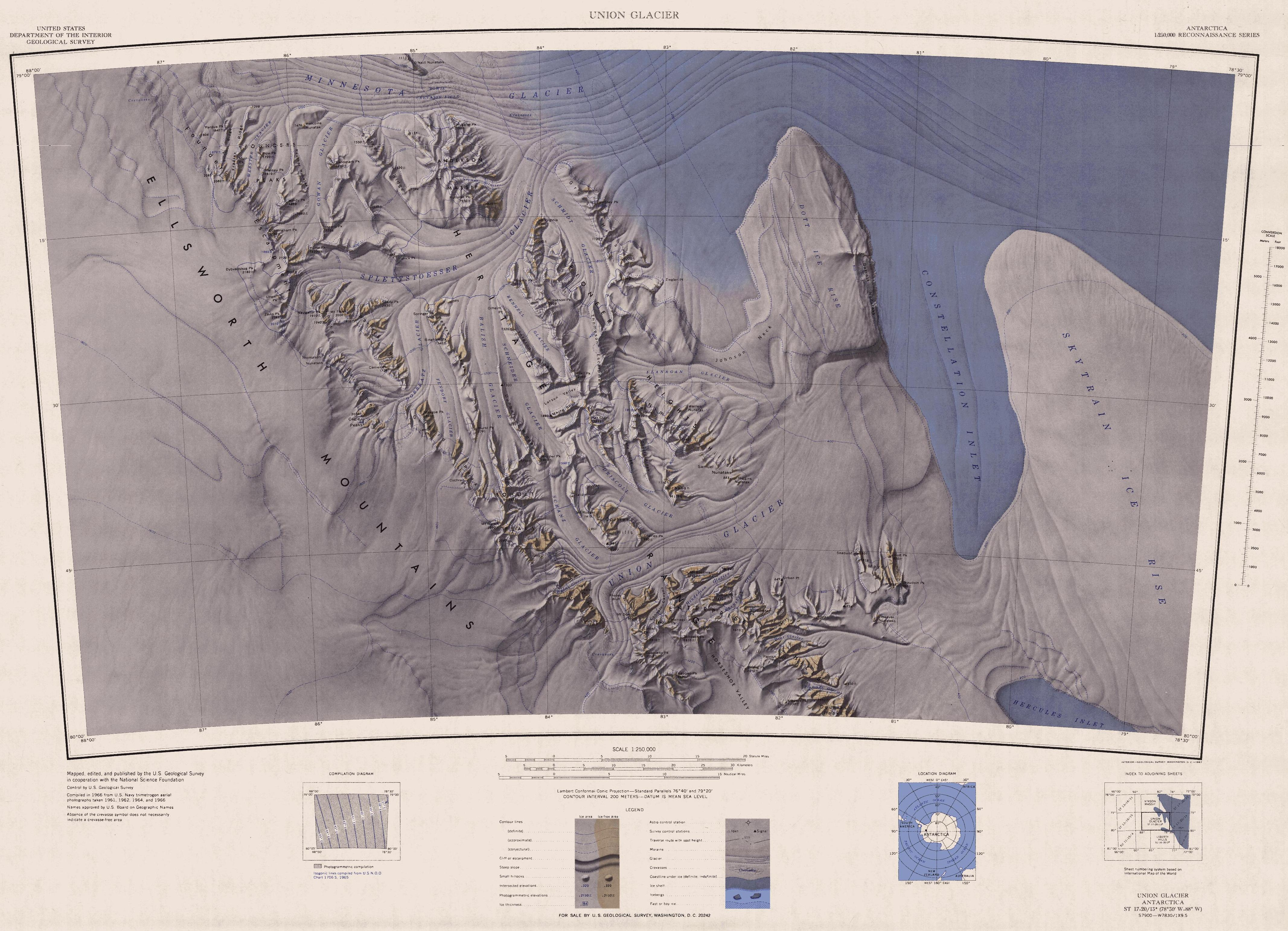
Мапа хребта Герітедж

Льодовик Сплаттстоссер, розташований у північній частині хребта Герітедж, завдовжки 65 км, при максимальній ширині до 9,5 км, починає свій «витік» на південь від уступу Фундаторів (Завіс-Пік), на висоті близько 2000 м (79°24′ пд. ш. 86°6′ зх. д. / 79.400° пд. ш. 86.100° зх. д.), з плато у західній частині хребта Герітедж, «тече» на схід, та обігнувши з півдня масив Андерсона, повертає на північний схід і на східних околицях хребта Герітедж, на висоті близько 550 м, з правої сторони впадає у льодовик Міннесота, який в свою чергу впадає у великий Рутфордський льодовий потік («басейн» шельфового льодовика Фільхнера, англ. Filchner-Ronne Ice Shelf).

## Історія
Льодовик був досліджений геологічною експедицією університету «Мінесоти», яка досліджувала територію гір Елсворта у 1961-1962 роках, і названий на честь Джона Фредеріка Сплаттстоссера, геолога цієї експедиції.

## Притоки
Льодовик на своєму шляху приймає близько десятка гірських льодовиків, найбільші з яких (від «витоку» до «гирла»):
Праві («течуть» з півдня):
- Доббратз;
- Баліш (довжиною 33 км);
- Шмідта (довжиною 37 км).

Ліві («течуть» з півночі):
- Б/н (довжиною 19 км);
- Ґрімес (довжиною 8 км).